# Il club dei 39
Il club dei 39 (The 39 Steps), conosciuto in Italia anche con il titolo I 39 scalini, è un film del 1935 diretto da Alfred Hitchcock, basato sul romanzo I trentanove scalini del 1915 di John Buchan.

## Trama

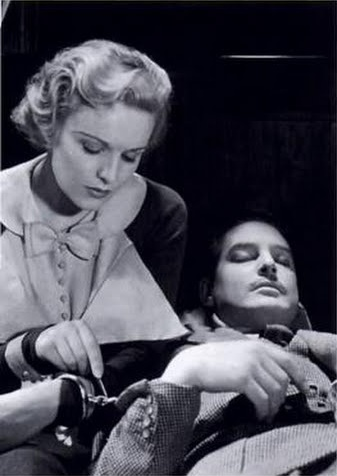
Madeleine Carroll e Robert Donat nella scena in cui lei si ingegna a slegare le manette

Richard Hannay è un canadese in visita a Londra per affari. Assiste in un teatro allo spettacolo di Mister Memory, un uomo dalla memoria prodigiosa, che sa rispondere ad ogni domanda gli venga posta. Tra il pubblico si ode uno sparo e scoppia una rissa. Nel trambusto, Hannay nota una donna: insieme riescono a sottrarsi alla folla. La donna, che dichiara di chiamarsi Annabella Smith, chiede a Hannay di essere ospitata per la notte. Egli la accompagna nel suo appartamento in Portland Place.
La donna gli rivela di essere un'agente segreto al servizio dell'Inghilterra: sta cercando di rintracciare le spie di una potente organizzazione chiamata "I trentanove scalini", per impedire loro di rubare alla nazione un importante segreto sulla costruzione di aerei militari. È stata riconosciuta e per depistare gli inseguitori ha sparato a salve nel teatro dove Hannay l'ha incontrata. Il capo dell'organizzazione cambia nome e travestimenti ma è riconoscibile per un particolare: gli manca una falange del dito mignolo della mano destra.
Durante la notte Annabella viene pugnalata con un coltello da cucina ma fa in tempo, prima di morire, ad indicare ad Hannay la località scozzese dove avrebbe dovuto compiere la sua missione e a consegnargli una mappa della regione. Hannay è sospettato dell'omicidio della donna uccisa nella sua abitazione: deve eludere la sorveglianza degli uomini mandati dalle spie e della polizia. Fugge su un treno diretto in Scozia. Nello scompartimento in cui ha preso posto vede che i due dirimpettai, commercianti in biancheria intima, stanno leggendo un quotidiano che riporta la cronaca dell'assassinio e la sua fotografia.
Per sfuggire all'inseguimento dei poliziotti bacia una passeggera sperando nella sua complicità: la ragazza invece lo denuncia e lo fa arrestare. Hannay si lancia dal treno in movimento sul ponte che attraversa il Firth of Forth.
Hannay trova rifugio presso un contadino e viene aiutato dalla moglie di costui che, pur avendo compreso la sua situazione, lo fa fuggire e, per travestirlo, gli regala il cappotto del marito, il quale, molto religioso, porta sempre nel taschino un Libro dei Salmi. Hannay si incammina verso la casa di cui gli ha parlato Annabella. Qui abita il professor Jordan, un tipo all'apparenza molto rispettabile. Hannay si fida di lui e gli racconta tutta la storia, ma con sua grande sorpresa si accorge che gli manca una falange del mignolo. Jordan lo minaccia con una pistola, ma Hannay cerca ugualmente di fuggire. Jordan spara e Hannay cade riverso.
Ritroviamo Hannay dallo sceriffo: si è salvato dal colpo di pistola sparatogli da Jordan grazie al Libro dei Salmi del contadino, a sua insaputa nel taschino del cappotto. Fuggito fortunosamente dalla casa del professore, ripete la sua storia, convinto che lo sceriffo lo aiuterà a smascherare la reale identità di Jordan. Non solo, però, non viene creduto, ma è arrestato e ammanettato come assassino di Annabella. Con grande audacia si lancia in strada dalla vetrata e si sottrae ai poliziotti, prima confondendosi con una banda, che per caso sta sfilando per quella strada, poi introducendosi in una sala dove si sta tenendo un comizio elettorale. Viene scambiato per il candidato e spinto sul palco a fare il discorso. Fra il pubblico è presente Pamela, la ragazza che ha baciato in treno, la quale, riconoscendolo come l'assassino di Portland Place, rivela la sua identità alle spie che scambia per poliziotti.
Gli uomini di Jordan costringono ambedue a salire in macchina dichiarando di condurli al posto di polizia. Di nuovo lo spirito di iniziativa e il sangue freddo di Hannay prevalgono: approfittando della sosta obbligata per far passare un gregge, trascina giù dalla strada la riottosa Pamela, che le spie hanno legata a lui con le manette, negli anfratti delle rocce, sotto una cascata e infine, dopo parecchia strada a piedi, in una locanda dove trascorrono la notte spacciandosi per una coppia di innamorati perseguitati.
Hannay tenta inutilmente di convincerla della sua innocenza. Tuttavia, la forzata convivenza insinua in lei qualche perplessità: è gentile e premuroso nei suoi riguardi e nella tasca in cui pretende di nascondere una rivoltella non c'è che una innocua pipa. Quando Pamela riesce a liberarsi e sta andandosene, sorprende le spie che telefonano dalla locanda: dal contenuto dei loro discorsi comprende che Hannay ha detto la verità. Ritorna da lui decisa ad aiutarlo e gli rivela il luogo indicato nella telefonata, dove sarà consegnato il documento segreto a Jordan: il teatro Palladium di Londra.
Tornati insieme a Londra, Pamela si reca inutilmente a Scotland Yard: anziché aiutare Hannay, i poliziotti circondano il teatro per arrestarlo. Il pubblico che affolla il teatro è venuto ad ammirare ancora una volta la memoria straordinaria di Mister Memory e in un palco è presente anche Jordan, riconoscibile dalle quattro dita appoggiate alla balaustra. Hannay, intercettando uno sguardo di intesa fra Jordan e Mister Memory, ha un'intuizione: non c'è nessun documento che deve essere recapitato. È Mister Memory il depositario del segreto. Mentre i poliziotti stanno arrestando Hannay, egli rivolge a Mister Memory una domanda per coglierlo in fallo: «Cosa sono i trentanove scalini?». Memory risponde, ma Jordan gli spara e lo colpisce mortalmente. Prima di morire però si libera del pesante segreto e rivela la formula, mentre Jordan è catturato dagli agenti.
L'ultima inquadratura è uno zoom che mette a fuoco la mano di Pamela che cerca quella ancora ammanettata di Hannay.

## Produzione
Hitchcock e Bennet adattarono il romanzo di Buchan tenendo presenti gli ingredienti, terrorismo politico e spionaggio internazionale. Idearono l'ambientazione in teatro dell'inizio e della fine, e furono inventati, per introdurre elementi sentimentali e romantici, le figure delle due donne, Annabella e Pamela, che nel romanzo non c'erano. Assunsero il drammaturgo Ian Hay per i dialoghi e alla fine del 1934 la sceneggiatura era completa. Le riprese iniziarono nel gennaio del 1935 e terminarono nel mese di marzo. L'anteprima del film, riservata agli addetti ai lavori, giornalisti e distributori, si tenne il 6 giugno del 1935 nel New Gallery Theatre e alla proiezione era presente anche John Buchan.

## Distribuzione

### Edizione italiana
Due sono state le edizioni italiane di questo film. In prima visione giunse negli anni trenta con un adattamento tipico del ventennio fascista che alterava determinati aspetti della pellicola: in questa prima versione italiana l'ambientazione scozzese fu «decentrata negli Stati Uniti al confine col Canada» per sfumare l'antinazismo del film, con i conseguenti «effetti di "spaesamento" per lo spettatore di un surrealismo assoluto (il piano visivo con i castelli scozzesi e tutti gli stereotipi di pecore, gonnellini ecc., quello sonoro che identifica i luoghi come canadesi o statunitensi)». Negli anni settanta fu approntato dalla Mix 86 una seconda edizione italiano per la messa in onda televisiva, diretto da Giorgio Bonora. Il titolo allora utilizzato era più correttamente I 39 scalini, con il numero scritto in cifre anziché in lettere.

## Accoglienza

### Critica
I commenti che accolsero il film furono entusiastici. Si lodavano la ricchezza dei dettagli psicologici con cui erano disegnati i personaggi, l'umorismo fine e tagliente che pervade tutto il film, l'alta tensione e la suspense, il ritmo narrativo veloce e serrato, l'invenzione di un personaggio incredibile come Mister Memory: «Ogni dettaglio e persino ogni parola sembra che siano stati ponderati a lungo e confezionati su misura».

## Riconoscimenti
Nel 1999 il British Film Institute l'ha inserito al quarto posto della lista dei migliori cento film britannici del XX secolo.

## Altri media
The 39 Steps è anche una commedia teatrale, recitata al Criterion Theatre di Londra.

## Remake
- I 39 scalini, film del 1959 diretto da Ralph Thomas
- I 39 scalini, film del 1978 diretto da Don Sharp
- I 39 scalini, film del 2008 diretto da James Hawes